# NGC 4974
NGC 4974 ist eine 13,3 mag helle Linsenförmige Galaxie vom Hubble-Typ S0 mit ausgeprägten Emissionslinien im Sternbild Großer Bär am Nordsternhimmel. Sie ist schätzungsweise 399 Millionen Lichtjahre von der Milchstraße entfernt und hat einen Durchmesser von etwa 165.000 Lichtjahren.
Zusammen mit NGC 4967 und NGC 4973 wurden sie, als hellste Mitglieder einer kleinen Gruppe von sechs oder sieben Galaxien, in einer einzigen Beobachtung am 14. April 1789 von Wilhelm Herschel mit einem 18,7-Zoll-Spiegelteleskop entdeckt, der hierbei „Two nebulae [NGC 4973 & NGC 4974] Both vF, S. Place is that of second, the other is 3′ or 4′ S.p.“ notierte.